# MOSE
El Mòdul experimental electromecànic (en italià Modulo sperimentale elettromeccanico d'on surt l'acrònim MOSE jugant amb el nom en italià de Moisés –Mosè–, el profeta que va separar les aigües del Mar Roig) és un sistema de dics mòbils format per quatre barreres posades a les tres boques de port de la llacuna de Venècia. És una gran barrera que es compon de 78 estalladors mòbils de quasi 300 tones i de 60 metres de llargada instal·lades a les boques del port de la llacuna: Lido, Malamocco i Chioggia. La idea, criticada por alguns grups d'ambientalistes per l'impacte que pot tenir en el fons marí, és que durant les marees baixes les comportes es mantinguin obertes al fons de l'aigua. Així es permet que continui existint el moviment natural amb la llacuna. Quan la marea pugi més de 1,1 metres sobre el nivell del mar, el que és coneix com el fenomen d'acqua alta, s'injecta aire als dics, fent que s'expulsi l'aigua de l'interior que les mantenia enfonsades. Així els dics s'aixequen amb una inclinació de graus i bloquegen l'entrada de l'aigua que arriba del mar Adriàtic a la llacuna.
El 3 d'octubre de 2020 es va aplicar el sistema per primer cop i va ser tot un èxit evitant que la marea entrés a la ciutat.

## Referències

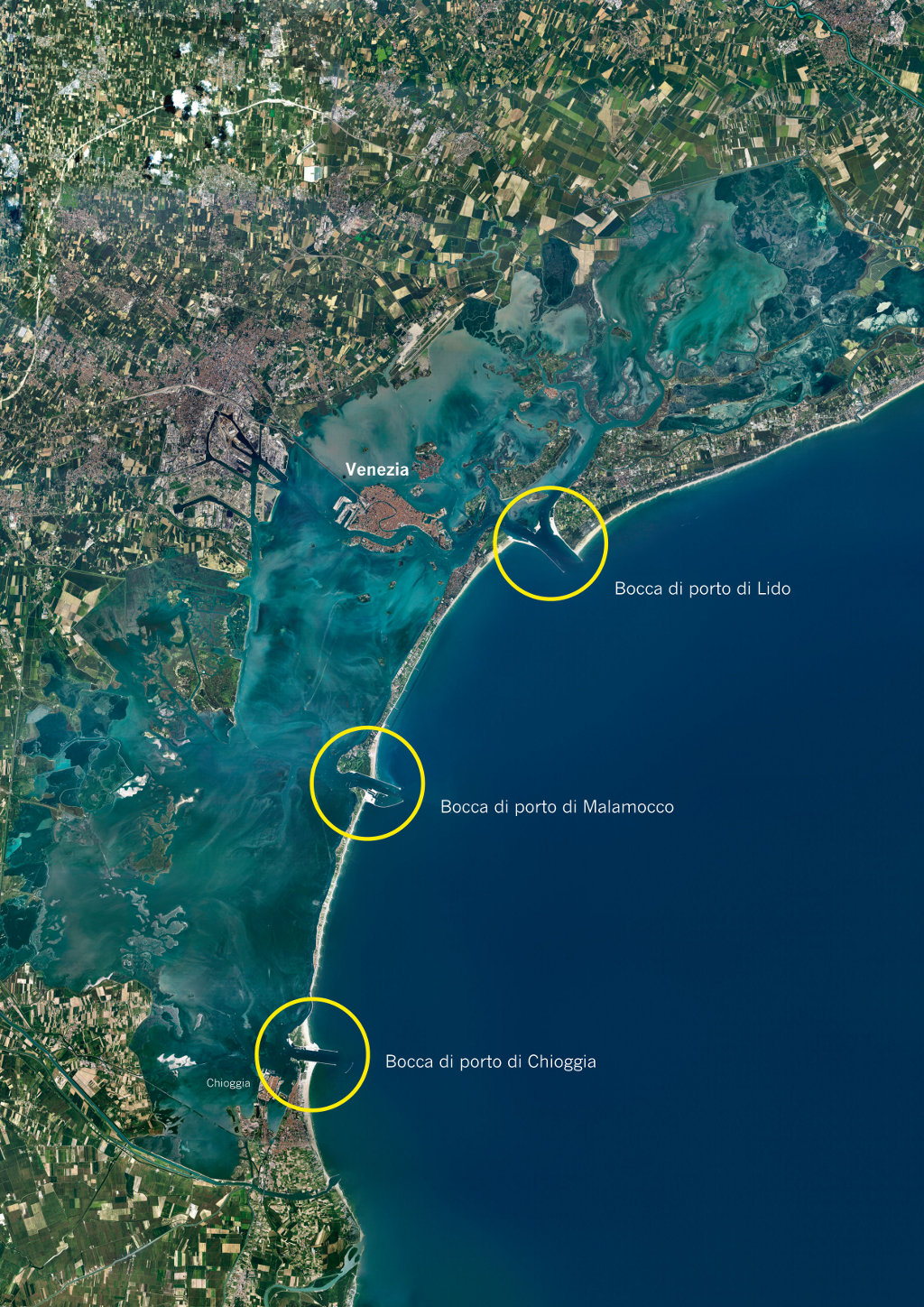
Imatge de satèl·lit de la llacuna de Venècia i localització de les tres boques de port de Lido, Malamocco i Chioggia on s'està duent a terme la realització del MOSE.

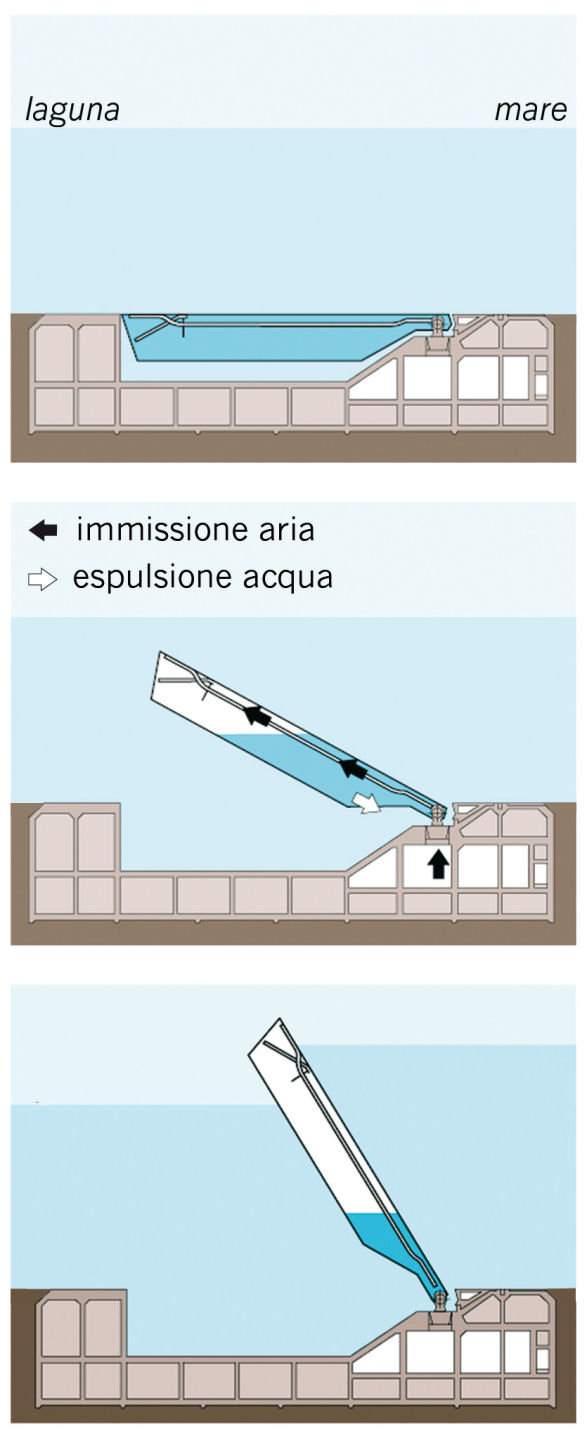
Moviment de les comportes. En condicions normals de marea, les comportes són completament invisibles i reposen sobre el fons, plenes d'aigua; quan és prevista una alta marea, es buida l'aigua amb aire comprimit i emergeixen, creant un barrera que divideix temporalment el mar de la llacuna.